# Richie Campbell (cantante)
Richie Campbell, pseudonimo di Ricardo Dias de Lima Ventura da Costa (Caxias, 25 novembre 1986), è un cantante portoghese.

## Biografia
È salito alla ribalta col secondo album in studio Focused (2013), arrivato in top ten nella classifica dischi portoghese. Lo stesso disco gli ha fruttato una nomination per l'MTV Europe Music Award al miglior artista portoghese, candidatura che riceverà per due anni consecutivi.
Heartbreak & Other Stories (2023) è stato il suo primo progetto in studio a ottenere la certificazione d'oro dalla Associação Fonográfica Portuguesa. La sua hit più popolare da solista, Do You No Wrong (2016), è stata certificata quintuplo platino per le oltre 50 000 unità vendute in Portogallo.

## Discografia

### Album in studio
- 2010 – My Path
- 2012 – Focused
- 2015 – In the 876
- 2017 – Lisboa
- 2023 – Heartbreak & Other Stories

### Album dal vivo
- 2014 – Live at Campo Pequeno (con The 911 Band)

### Singoli
- 2009 – Blame It on Me
- 2014 – Man Don't Cry
- 2015 – Best Friend
- 2016 – Do You No Wrong
- 2017 – Heaven
- 2017 – Midnight in Lisbon
- 2017 – Water (feat. Slow J & Lhast)
- 2018 – Slowly
- 2018 – Rain (con Mishlawi e Plutónio)
- 2019 – Just One of Those Days (Freestyle)
- 2020 – Come Quarantine w Me
- 2020 – The City is a Jungle (con Fumaxa e Julinho KSD)
- 2020 – This Time (con Beach Boii)
- 2021 – Tsunami (con Gson)
- 2021 – Shake (con Sneakbo)
- 2022 – Let You Go
- 2022 – Floating
- 2022 – Love Again
- 2024 – Obeah Me
- 2024 – It Will Hurt Both Ways (con Van Zee)
- 2024 – Before I Lose My Voice (solo o con Rislene)
- 2025 – Insomnia